# Cheiloneurus longicornis
Cheiloneurus longicornis är en stekelart som beskrevs av Hayat, Alam och Agarwal 1975. Cheiloneurus longicornis ingår i släktet Cheiloneurus och familjen sköldlussteklar. Inga underarter finns listade i Catalogue of Life.